# デニス・デイリー (第2代ダンサンドル＝クランコナル男爵)
第2代ダンサンドル＝クランコナル男爵デニス・セント・ジョージ・デイリー（Denis St. George Daly, 2nd Baron Dunsandle and Clanconal、1810年7月10日 – 1893年1月11日）は、アイルランド貴族。保守党に属し、アイルランド貴族代表議員を務めた。

## 生涯
ジェームズ・デイリー（のちの初代ダンサンドル＝クランコナル男爵）と妻マリア・エリザベス（1866年11月2日没、初代準男爵サー・スケッフィントン・スミスの娘）の長男として、1810年7月10日にダブリンで生まれた。
1847年8月7日に父が死去すると、ダンサンドル＝クランコナル男爵位を継承した。
1851年9月23日にアイルランド貴族代表議員に当選、1893年に死去するまで務めた。貴族院では保守党に属した。
1883年時点でゴールウェイ県に33,543エーカー、ティペラリー県に3,514エーカーの領地を所有し、合計で年収17,193ポンドに相当した。
1893年1月11日にダブリンのキルデア・ストリートにあるカーンズ・ホテル（Kearn's Hotel）で死去した。唯一の嫡男が夭折したため、弟スケッフィントン・ジェームズが爵位を継承した。一方、ゴールウェイ県ダンサンドルなどの遺産は結婚前に生まれた庶子ウィリアムが相続した。

## 家族
メアリー・ブロドリック（Mary Broderick、1868年12月6日没、ウィリアム・ブロドリックの娘）との間で庶子2人をもうけた。
- ウィリアム（1850年[1] – 1910年12月27日） - 1893年8月16日、ジュリア・キャサリン・アン・バーク（Julia Catherine Anne Burke、1928年4月25日没、第3代準男爵サー・トマス・バーク（英語版）の娘）と結婚、子供あり[4]
- デニス・セント・ジョージ（英語版） - 1895年5月2日、ローズ・ザラ・マリア・ブラッシー（Rose Zara Maria Brassey、アルバート・ブラッシーの娘）と結婚、子供あり[5]

男爵は1864年にメアリーと結婚して、嫡子1男1女をもうけた。
- メアリー（1865年 – ?） - 1887年4月29日、ヴァレンタイン・マーティン（Valentine Martyn）と結婚[3]
- ウィリアム（1866年12月8日 – 1867年11月[3]）